# Люккум
Люкку́м — піщаний масив у Центральній Азії (Казахстан). Розташований у Балхаш-Алакольській улоговині, на південь від озера Балхаш, між річками Каратал і Аксу; на півдні переходить у піщаний масив Жалкум.
| Казахстан | Це незавершена стаття з географії Казахстану. Ви можете допомогти проєкту, виправивши або дописавши її. |